# Štefan Štefík
Ing. Štefan Štefík (* 15. června 1946 Košice) je bývalý mezinárodní posuzovatel exteriéru psů, dlouholetý funkcionář Slovenského mysliveckého svazu a Slovenské kynologické jednoty. V současnosti je již několik let předsedou Klubu chovatelů jezevčíků. Do května 2012 byl prezidentem Slovenské kynologické jednoty a členem prezídia mezinárodní kynologické organizace FCI. Je jednou z nejvýznamnějších kynologických a mysliveckých osobností na Slovensku a je známým a renomovaným kynologem.